# کونرادسهوهه
کونرادسهوهه (به آلمانی: Berlin-Konradshöhe) یک منطقهٔ مسکونی در آلمان است که در Reinickendorf واقع شده‌است. کونرادسهوهه ۵٬۹۹۷ نفر جمعیت دارد.